# День саджання дерев у Китаї
День саджання дерев у Китаї (спрощ.: 植树节; кит. трад.: 植樹節; піньїнь: Zhíshù-jié) — національне свято в КНР, відзначається щорічно 12 березня.

## Історія та святкування
У Китаї дату для «Дня саджання дерев» було обрано компартією не випадково. 12 березня — день смерті китайського революціонера Сунь Ятсена, який виступив з ініціативою масового саджання дерев і надав особистий приклад. Дотепер у святі беруть особисту участь керівники КНР та Комуністичної партії Китаю.
Свято набуло статусу офіційного 1981 року, на V національному народному конгресі Китаю, під час якого було ухвалено «Резолюцію з проведення загальнонаціональної добровільної кампанії з висадки дерев». Резолюція наказувала кожному жителю Китаю в віці від 11 до 60 років (якщо дозволяє стан здоров'я) висаджувати 3–5 дерев щороку. За неможливості з будь-яких об'єктивних причин виконати резолюцію слід виконати роботи еквівалентного масштабу (культивація, саджання квітів, сіяння, прополка, обрізання кущів і гілок дерев тощо).
Таку ініціативу активно підтримало населення країни. Звичайно, резолюція виконується не повною мірою, втім і розмах того, що робиться, величезний: щорічно у святі беруть участь близько 500 мільйонів китайців. Від моменту започаткування в Китаї такого свята до 2008 року включно в КНР волонтери висадили понад 50 мільярдів саджанців.
12 березня, одночасно з КНР, подібні заходи проводяться й у Республіці Китай.